# シン・ドンミ
シン・ドンミ（朝: 신 동미、1977年9月13日- ）は、韓国の女優。スターハウスエンターテインメント所属。

## 人物
1977年9月13日に京畿道加平郡で生まれる。
1998年に演劇俳優としてデビューを果たす。
2001年MBCタレント30期公開採用タレントとして芸能界デビューする。

## 出演

### ドラマ
- 商道（サンド）（2001年、MBC）
- 会ったので（2002年、MBC）
- マイラブ・パッチ（2002年、MBC） - コーチ役
- カントリープリンセス（2003年、MBC） - ムン・ゴー役
- 1%の奇跡（2003年、MBC） - ユギョン役
- 隣の女性（2003年、MBC）
- 愛してると云って（2004年、MBC） - 看護師役
- 12月の熱帯魚（2004年、MBC） - イ・ヒョリ役
- 第5共和国（2005年、MBC） - シム・スボン役
- ヨンジェの全盛期（2005年、MBC）
- 初恋（2006年、KBS 2TV）
- 悪い女、善い女（2007年、MBC） - チャン・ジソン役
- 幸せな女（2007年、KBS 2TV） - ホ・ジョンミ役
- ニューハート（2007年-2008年、MBC） - チョ・ミナ役
- 郊外のまろやかな素肌（2007年、KBS 2TV）
- 彼女の星が輝くとき（2007年、KBS 2TV）
- 僕は君に惚れた（2008年、KBS） - チョ・ミンソン役
- 九尾狐伝（2010年、KBS 2TV）
- 普通の恋愛（2012年、KBS 2TV） - キム・ギョンジャ役
- ゴールデンタイム（2012年、MBC） - チョ・ドンミ役
- 友達同士の犯人（2012年、KBS 2TV）
- 彼女たちの完璧な1日（2013年、KBS 2TV） - ユ・ギョンファ役[1]
- 黄金の帝国（2013年、SBS） - チェ・ジョンユン役
- ハヌルジェの殺人（2013年、MBC）
- 12年振りの再会（2014年、JTBC） - ヨ・オク役
- ユナの街（2014年、JTBC）
- 家族の秘密（2014年、tvN）
- 離婚弁護士は恋愛中（2015年、SBS） - リ・ブクニョ役
- 元カノクラブ（2015年、tvN） - キム・スギョン役
- 幸せのレシピ～合言葉はメンドロントット（2015年、MBC）
- 君を憶えてる（2015年、KBS 2TV） - ハ・ウンジョン役
- 彼女はキレイだった（2015年、MBC） - チャ・ジュヨン役
- 魔女の城（2015年、SBS） - コン・セシル役[2]
- シンデレラと4人の騎士（2016年、tvN） - ハン・オクソン役
- THE K2〜キミだけを守りたい〜（2016年、tvN） - キム室長役
- 江南ロマン・ストリート（2016年、MBC） - カン・ヒソク役[3]
- 自己発光オフィス（2017年、MBC）
- 2度目のファーストキス（2017年、MBC） - チェ・ジョンウン役
- 甘くない女たち（2017年、tvN） - ハン・スジ役
- がんばれ！プンサン（2019年、KBS 2TV） - カン・ブンシル役
- 医師ヨハン（2019年、SBS） - チェ・ウンジョン役
- ハイバイ、ママ!（2020年、tvN） - コ・ヒョンジョン役[4]
- その男の記憶法（2020年、MBC） - ファン作家役
- 模範刑事（2020年、JTBC） - ユン・サンミ役[5]
- 青春の記録（2020年、tvN） - イ・ミンジェ役[6]
- パク・ソンシルさんの第四次産業革命（2021年、tvN）
- ポッサム〜愛と運命を盗んだ男〜（2021年、MBN）- チョ尚宮役[7]
- ヒョンジェは美しい（2022年、KBS）- シン・ヘジュン役
- 朝鮮弁護士（2023年、MBC）- ホン氏役
- サムダルリへようこそ（2023年、JTBC）- チョ・ジンダル役

### 映画
- ドント・ルック・バック（2006年）
- 幼い王子様（2008年） - ウン・スーヒー役
- 10億（2009年） - アン教授役
- ただよう想い（2011年） - ミソン役
- ロマンス・ジョー（2012年） - ティーショップ店員役
- コードネーム：ジャッカル（2012年） - ソンヨン役
- 母なる復讐 女子高生強姦事件（2012年） - アン・ヘス役
- 小説，映画と出会う（2013年） - ヨンソン役
- 最後まで行く（2014年） - コ・ヒヨン役
- サンタバーバラ（2014年） - ホギョン役
- 僕が見つけたシン（2015年） - 部長役
- アイランド－時間を盗む島（2015年）
- 夢より夢合わせ（2015年） - ヨンシン役
- 部屋の中の象（2016年） - 女優役
- 殺戮にいたる山岳（2016年） - ムン・ジョンスク役
- 古山子（コサンジャ） 王朝に背いた男（2016年） - ヨンジュ出身の女性役
- 写真（2016年） - キム・ミソン役（カメオ出演）
- その包み（2019年）
- 少年とサングリーン（2019年）
- 氷点下の風（2019年）
- 消えた時間（2020年）